# Black Pudding Peak
Black Pudding Peak är en bergstopp i Antarktis. Den ligger i Östantarktis. Nya Zeeland gör anspråk på området. Toppen på Black Pudding Peak är 958 meter över havet.
Terrängen runt Black Pudding Peak är kuperad. Trakten är obefolkad. Det finns inga samhällen i närheten. 